# Monts Alburni
Les monts Alburni sont un massif karstique riche en dolines, grottes, cavités et ponors qui se trouve entre les vallées du Sélé et du Tanagro et fait partie des Apennins lucaniens. En raison de leur morphologie, qui est particulièrement remarquable du côté ouest (par exemple, de la plaine du Sélé), ils sont connus sous le nom de « Dolomites de Campanie ».